# Johannes Björklund
Johannes Björklund, född 13 september 1888 i Uleåborg, död 17 december 1962 i Helsingfors, var den förste fältbiskopen i Finlands försvarsmakt. Han blev fältbiskop år 1941 och efterträddes av Toivo Laitinen år 1956. Björklund är den enda finländska fältbiskopen som varit i fältbiskopstjänst under krigstid (fortsättningskriget 1941-1944 mot Sovjetunionen).